# Timothy Carey
Pour les articles homonymes, voir Carey.

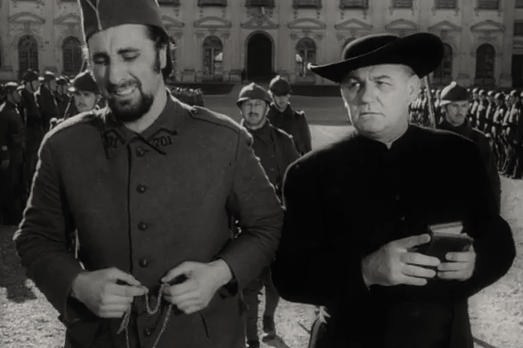
Avec Emile Meyer (à droite),
dans Les Sentiers de la gloire (1957)

Timothy Carey (parfois crédité Timothy Agoglia Carey, son nom de naissance) est un acteur américain, né le 11 mars 1929 à New York et mort le 11 mai 1994 à Los Angeles .

## Biographie
Timothy Carey né dans l'arrondissement de Brooklyn à New York. Au cinéma, il contribue à cinquante films américains (dont des westerns), entre 1951 et 1990. Il apparaît à l'écran pour la première fois dans Au-delà du Missouri (avec Clark Gable) de William A. Wellman — un petit rôle non crédité, comme parfois par la suite — et pour la dernière fois dans un court métrage de Romeo Carey (son fils, né en 1966). Parmi ses films notables, citons L'Ultime Razzia de Stanley Kubrick (1956, avec Sterling Hayden et Coleen Gray), L'Or des pistoleros de William A. Graham (1967, avec James Coburn et Carroll O'Connor), ou encore Meurtre d'un bookmaker chinois de John Cassavetes (1976, avec Ben Gazzara et Seymour Cassel).
En outre, expérience rare, il est producteur, réalisateur et scénariste (en plus d'interprète) d'un film sorti en 1962, The World's Greatest Sinner (en).
À la télévision, Timothy Carey joue dans trente-cinq séries de 1952 à 1986, dont Gunsmoke (deux épisodes, en 1958 et 1966), Columbo (trois épisodes, en 1971 et 1976) et Baretta (quatre épisodes, de 1975 à 1978). Il tourne également deux téléfilms, diffusés respectivement en 1973 et 1980.

## Filmographie partielle

### Au cinéma
- 1951 : Au-delà du Missouri (Across the Wide Missouri) de William A. Wellman
- 1952 : Hellgate de Charles Marquis Warren
- 1952 : Gosses des bas-fonds (Bloodhounds of Broadway) d'Harmon Jones
- 1953 : La Sorcière blanche (White Witch Doctor) d'Henry Hathaway
- 1953 : L'Équipée sauvage (The Wild One) de László Benedek
- 1954 : Chasse au gang (Crime Wave) d'André de Toth
- 1954 : Alaska Seas (en) de Jerry Hopper
- 1955 : À l'est d'Éden (East of Eden) d'Elia Kazan
- 1955 : Finger Man (en) d'Harold D. Schuster
- 1955 : Une femme en enfer (I'll cry Tomorrow) de Daniel Mann
- 1956 : L'Ultime Razzia (The Killing) de Stanley Kubrick
- 1956 : Flight to Hong Kong (it) de Joseph M. Newman
- 1956 : La Dernière Caravane (The Last Wagon) de Delmer Daves
- 1957 : Les Sentiers de la gloire (Paths of Glory) de Stanley Kubrick
- 1957 : La Cage aux hommes (House of Numbers) de Russell Rouse
- 1958 : La révolte est pour minuit (it) (Revolt in the Big House) de R. G. Springsteen
- 1959 : Le Shérif aux mains rouges (The Gunfight at Dodge City) de Joseph M. Newman
- 1960 : The Boy and the Pirates de Bert I. Gordon
- 1961 : La Farfelue de l'Arizona (The Second Time Around) de Vincent Sherman
- 1961 : La Vengeance aux deux visages (One-Eyed Jacks) de Marlon Brando
- 1962 : The World's Greatest Sinner (en) (+ producteur, réalisateur et scénariste)
- 1962 : Convicts 4 de Millard Kaufman
- 1964 : Rio Conchos de Gordon Douglas
- 1964 : Shock Treatment de Denis Sanders
- 1965 : Beach Blanket Bingo de William Asher
- 1967 : La Poursuite des tuniques bleues (A Time for Killing) de Phil Karlson
- 1967 : L'Or des pistoleros (Waterhole No. 3) de William A. Graham
- 1968 : Head de Bob Rafelson
- 1969 : L'habit ne fait pas la femme (Change of Habit) de William A. Graham
- 1971 : Minnie et Moskowitz (Minnie and Moskowitz) de John Cassavetes
- 1971 : What's the Matter with Helen? de Curtis Harrington
- 1972 : Get to Know Your Rabbit de Brian De Palma
- 1973 : Échec à l'organisation (The Outfit) de John Flynn
- 1975 : Peeper de Peter Hyams
- 1976 : Meurtre d'un bookmaker chinois (The Killing of a Chinese Bookie) de John Cassavetes
- 1977 : La Folle Cavale (en) (Speedtrap) d'Earl Bellamy
- 1982 : Fast-Walking (en) de James B. Harris
- 1983 : S.O.S. Taxi (D.C. Cab) de Joel Schumacher
- 1986 : Echo Park (en) de Robert Dornhelm
- 1990 : The Devil's Gas de Romeo Carey (court métrage)

### À la télévision
(séries, sauf mention contraire)
- 1958-1966 : Gunsmoke ou Police des plaines (Gunsmoke ou Marshal Dillon)
  - Saison 3, épisode 39 The Gentleman (1958) de Ted Post
  - Saison 12, épisode 12 Quaker Girl (1966) de Bernard L. Kowalski
- 1959 : Les Incorruptibles (The Untouchables), première série
  - Saison 1, épisode 5 L'Amuseur (Ain't we got Fun ?)
- 1965 : Rawhide
  - Saison 7, épisode 14 The Book de Bernard L. Kowalski
  - Saison 8, épisode 1 Encounter at Boot Hill
- 1966 : La Grande Vallée (The Big Valley)
  - Saison 1, épisode 19 Teacher of Outlaw de Michael Ritchie
- 1967 : Des agents très spéciaux (The Man from U.N.C.L.E.)
  - Saison 4, épisode 8 La Partie de chasse (The Deadly Quest Affair) d'Alf Kjellin
- 1968 : Cimarron (Cimarron Strip)
  - Saison unique, épisode 20 Big Jessie d'Herschel Daugherty
- 1968-1970 : Les Règles du jeu (The Name of the Game)
  - Saison 1, épisode 1 Fear of High Places (1968) de William A. Graham
  - Saison 3, épisode 13 Aquarius Descending (1970)
- 1968-1970 : Daniel Boone
  - Saison 5, épisode 2 The Blackbirder (1968)
  - Saison 6, épisode 16 Mamma Cooper (1970)
- 1969 : Mannix
  - Saison 2, épisode 21 À dix contre un (The Odds against Donald Jordan) de Stuart Hagmann
- 1969 : Le Virginien (The Virginian)
  - Saison 8, épisode 10 Home to Methuselah d'Abner Biberman
- 1970 : Opération vol (It takes a Thief)
  - Saison 3, épisode 18 La Cité de la fortune (Fortune City) de Barry Shear
- 1971-1976 : Columbo, première série
  - Second épisode pilote Rançon pour un homme mort (Ransom for a Dead Man, 1971)
  - Saison 1, épisode 3 Poids mort (Dead Weight, 1971) de Jack Smight
  - Saison 6, épisode 1 Deux en un (Fade in to Murder, 1976) de Bernard L. Kowalski
- 1972 : Un shérif à New York (McCloud)
  - Saison 2, épisode 6 Fifth Man in a String Quartet de Russ Mayberry
- 1975 : Kung Fu
  - Saison 3, épisode 2 La Fiancée aux lingots (Ambush) de Gordon Hessler
- 1975-1978 : Baretta
  - Saison 1, épisode 1 He'll never see Daylight (1975) de Bernard L. Kowalski
  - Saison 2, épisode 8 Set Up City (1975) de Curtis Harrington
  - Saison 3, épisode 14 That Sister ain't no Cousin (1977)
  - Saison 4, épisode 16 The Marker (1978) de Don Medford
- 1977 : Starsky et Hutch (Starsky and Hutch)
  - Saison 2, épisode 22 Jungle, vous avez dit jungle ? (The Velvet Jungle) d'Earl Bellamy
- 1977 : Drôles de dames (Charlie's Angels)
  - Saison 1, épisode 22 Corruption (The Blue Angels)
  - Saison 2, épisodes 3 et 4 Coup de froid pour ces dames, 1re et 2e parties (Angels on Ice, Parts I & II)
- 1980 : Patrouille de nuit à Los Angeles (Nightside), téléfilm de Bernard L. Kowalski
- 1980 : Timide et sans complexe (Teenspeed and Brown Shoe)
  - Saison unique, épisode 12 Le Trésor de la rue Sierra Madre (The Treasure of Sierra Madre Street)
- 1980 : CHiPs
  - Saison 3, épisode 18 Drôle de rançon (Kidnap) de Gordon Hessler
- 1984 : Mike Hammer (Mickey Spillane's Mike Hammer)
  - Saison 1, épisode 10 Satan, Cyanide and Murder
  - Saison 2, épisode 10 Cold Target
- 1986 : Supercopter (Airwolf)
  - Saison 3, épisode 21 Si j'avais des jambes (Tracks)